# Кондотиер
Кондотиери (на латински: condotta – договор за наемане на военна служба) се наричат ръководителите на военни отряди в Италия през XIV—XVI в., които са на служба към градовете и се състоят основно от чужденци. Всеки отряд е сформиран около кондотиера – той го създава и разпуска по своя преценка, сключва договори (кондоти) за водене на военни операции. За осъществяването на последните кондотиерът получава пари – soldo (на италиански и на латински: solidus – букв. „твърд, стабилен“) – монета с различна стойност през различните епохи, от името на която произлизат и италианската дума soldato, руската солдат, английската soldier и немската Soldat), за да се разплаща с наемниците. Случва се кондотиерите да завземат властта в града, към който са наети.

## История
През XIII и XIV век италианските градове-държави Венеция, Флоренция и Генуа забогатяват от търговията си с Левант, но притежават много малки армии. В случай на нападение от чужди или съседни сили, благородниците договарят чуждестранни наемници да се бият за тях. Условията на службата са определени в condotta (договор) между града-държава и лидера на наемниците. Именно той е наречен Condottiere (кондотиер).
От XI до XIII век европейските войници водени от професионални командири се бият с мюсюлманите в кръстоносни походи (1095 – 1291). Офицерите кръстоносци придобиват голям боен опит в Светите Земи. Първите masnada (група странстващи войници) се появяват в Италия. Някои от тях са повече бандити отколкото наемници. Masnada не са италианци, а в по-голямата си част германци, от Херцогство Брабант, и от Арагон. Последните са испански войници, последвали Педро III Арагонски във войната на Сицилианската вечерня от октомври 1282. До 1333 други наемници пристигат в Италия за да се борят с Ян Люксембургски във войната на Перуджа срещу Арецо.
Първите организирани наемници в Италия са водени от дук Вернер фон Урслинген и граф Конрад фон Ландау. Групата на Урслинген се различава от другите по своя етичен код, предвиждащ дисциплина и равно разпределение на приходите. Тя постоянно нараства, докато не прераства в Голямата рота, чиито брой не надвишава 3000 барбути (всеки барбут включва рицар и оръженосец). Първата група с италиански предводител е „Ротата на Свети Георги“ формирана през 1339 и водена от Лодризио Висконти. Тя е разбита от Лукино Висконти от Милано (чичото на Лодризио и също кондотиер) през април 1339. По-късно, през 1377, втора „Рота на Свети Георги“ е образувана под лидерството на Алберико да Барбиано, граф на Конио, който впоследствие преподава военна наука на кондотиери като Брачо да Монтоне и Джакомуцо Атендоло Сфорца.
След като научават за военния си монопол в Италия, кондотиерите се прочуват със своята капризност и скоро диктуват условия на своите работодатели. Значителен брой кондотиери, като Брачо да Монтоне и Муцио Сфорца, стават властни политици. Много от тях са образовани мъже с познания по римска военна наука. Ето защо много кондотиери започват да се отнасят към военното дело от гледна точка на науката. Това е голям скок от рицарството, базирано на смелостта и физическата сила, традиционния средновековен възглед към войната. Кондотиерите започват да надделяват над врага чрез маневри, ограничавайки свободата му на действие.
Средновековните кондотиери развиват военното дело във военна наука повече от всеки техен исторически предшественик. Те рядко застрашават себе си или хората под тяхно командване, избягват битка, когато е възможно, а също така и лимитират тежката работа и зимните преходи.
През 1347 г. Кола ди Риенцо екзекутира Вернер фон Урслинген в Рим, а Конрад фон Ландау поема командването на Голямата рота. След подписването на Мира от Бретини между Англия и Франция през 1360, Джон Хокууд повежда армия от наемници, наречена Бялата рота, в Италия. Тя играе голяма роля във войните от следващите 30 години. До края на века, италианците започват да организират полу-национални армии, включващи наемници, което продължава в Европа докато тази система не е заместена от националните армии. През 1363, граф фон Ландау е предаден от унгарските си войници и победен в бой от Бялата рота на Алберт Щерц и Джон Хокууд. Стратегически, барбутите са заменени от трима войници, група наречена ланча (lancia), състояща се от capo-lancia, коняр и момче; пет ланчи правят поста (posta), пет пости правят бандиера (bandiera). По това време, кондотиерите са колкото италианци, толкова и чужденци: Ротата на звездата на Асторе I Манфреди; нова Рота на Свети Георги водена от Амброджо Висконти; Ротата на малката шапка на Николо да Монтефелтро; и Ротата на розата, водена от Джовани да Бускарето и Бартоломео Гондзага.
От XV век натам, повечето кондотиери са италиански благородници без земя, които са избрали професията; най-известните такива лидери са сина на Катерина Сфорца, Джовани дале Банде Нере от Форли, познат като Последния кондотиер. Владетели също се бият като кондотиери. Такива са Сигизмундо Малатеста от Римини, и Федерико да Монтефелтро, дук на Урбино. Въпреки военновременната инфлация, заплатата на войниците е висока:
- 1900 флорина месечно през 1432; Микелето Атендоло (Флоренция)
- 6600 флорина месечно през 1448: Вилхелм VIII от Монтферат, от Франческо Сфорца (Милано); заплатата на войник е 3300 флорина, половината от тази на офицер
- 33 000 скуди годишно за 250 мъже през 1505: Франческо II Гонзага (Флоренция)
- 100 000 скуди годишно за 200 мъже през 1505: Франческо Мария I дела Ровере (Флоренция)

## Известни кондотиери
- Роже дьо Флор
- Бартоломео Колеоне
- Муцио Атендоло, основател на рода Сфорца
- Франческо I Сфорца
- Филипо Сколари, известен под името Пипо Спано
- Кастручио Кастракане
- Сиджизмондо Малатеста
- Чезаре Борджия
- Алесандро Сфорца
- Николо Пичинино
- Брачо да Монтоне
- Джан Джакомо Тривулцио